# Courtney Nevin
Courtney Nevin, née le 12 février 2002 à Blacktown, est une footballeuse internationale australienne. Elle joue au poste d'arrière gauche à Leicester City.

## Biographie
Le 24 janvier 2023, elle rejoint Leicester City.